# 싸이코 (1998년 영화)
《싸이코》(Psycho)는 미국에서 제작된 구스 반 산트 감독의 1998년 공포, 스릴러 영화이다. 빈스 본 등이 주연으로 출연하였고 브라이언 그레이저 등이 제작에 참여하였다.

## 줄거리
금요일 오후, 피닉스의 한 호텔에서 부동산 비서 매리언 크레인은 남자친구 샘 루미스와 그의 빚 때문에 결혼할 수 없는 상황을 이야기한다. 직장으로 돌아온 그녀는 은행 예금을 위해 맡겨진 400,000달러 현금을 훔쳐 캘리포니아 페어베일의 샘 집으로 운전하기로 결심한다. 도중에 그녀는 황급히 차를 바꾸어 의심을 산다.
악천후를 만나 매리언은 베이츠 모텔에서 밤을 보내고 가명을 사용한다. 주인 노먼 베이츠는 그녀를 저녁 식사에 초대한다. 그가 호텔이 내려다보이는 언덕 위의 집으로 돌아간 후, 매리언은 그가 그녀의 존재에 대해 그의 어머니 노마와 언쟁하는 것을 엿듣는다. 노먼은 돌아와 어머니의 격한 언행에 사과한다. 그는 그의 박제 취미, 어머니의 "병", 그리고 사람들이 벗어나고 싶어 하는 자신만의 "사적인 덫"에 대해 이야기한다. 자신의 범죄를 후회하며 매리언은 훔친 돈을 돌려주기로 결정하는데, 노먼이 벽의 구멍을 통해 그녀를 지켜보고 있다는 사실을 알지 못한다. 그녀가 샤워를 하는 동안, 그림자 같은 인물이 그녀를 잔인하게 칼로 찔러 죽인다. 매리언의 시체를 발견하고 경악한 노먼은 그녀의 시체와 숨겨진 현금을 그녀의 차에 넣고, 차를 근처 늪에 가라앉힌다.
일주일 후 매리언의 언니 라일라가 도착하여 샘에게 절도 사건에 대해 이야기한다. 사립 탐정 밀턴 아보가스트는 돈을 회수하기 위해 고용되었다고 말한다. 그는 노먼에게 질문하고 그를 의심스럽게 여긴다. 그가 노먼의 어머니와 이야기하고 싶다고 요청하자 노먼은 거절한다. 아보가스트는 베이츠의 집으로 들어가는데, 노파와 닮은 인물이 그를 치명적으로 칼로 찌른다.
아보가스트로부터 아무 소식도 듣지 못한 샘과 라일라는 아보가스트의 마지막 행선지인 베이츠 모텔에 대해 궁금해한다. 지역 보안관 앨 챔버스는 노먼의 어머니가 10년 전 살인-자살로 사망했다고 말한다. 아보가스트에게 무슨 일이 생겼다고 확신한 라일라와 샘은 부부 행세를 하며 베이츠 모텔에 체크인하고, 매리언의 방에 잠입하여 없어진 샤워 커튼과 매리언이 현금 지불액에서 얼마를 뺐다는 것을 나타내는 종이를 발견한다. 샘이 사무실에서 노먼의 주의를 끄는 동안, 라일라는 그의 집으로 몰래 들어간다. 노먼은 격분하여 샘을 기절시킨다. 라일라는 과일 저장고에 숨어 들어가 그곳에서 어머니의 미라화된 시체를 발견한다. 그녀가 비명을 지르자, 노먼은 어머니의 옷과 가발을 쓰고 그녀를 찌르려 한다. 샘이 그를 제압하여 라일라를 구한다.
경찰서에서 정신과 의사 사이먼 리치먼드 박사는 노먼이 10년 전 스트리크닌으로 독살하여 노마와 그녀의 연인을 질투심에 살해했다고 설명한다. 그는 어머니의 시체를 미라화하고 그녀가 아직 살아있는 것처럼 취급하기 시작했으며, 살아있을 때만큼 질투심 많고 소유욕 강한 또 다른 인격으로 마음속에 그녀를 재현하기까지 했다. 노먼이 한 여성에게 끌리면 "어머니"가 장악한다. 그는 매리언 이전에 두 명의 다른 여성을 살해했고, 아보가스트는 "어머니"의 범죄를 숨기기 위해 살해되었다. "어머니"는 이제 노먼의 인격을 완전히 장악했다. 감방에 앉아 노먼은 어머니가 이 모든 살인 사건은 자신의 소행이라고 말하는 것을 듣는 한편, 매리언의 차는 늪에서 인양된다.

## 출연

### 주연
- 빈스 본
- 줄리안 무어
- 비고 모텐슨
- 윌리암 H. 머시
- 앤 헤이시

### 조연
- 채드 에버렛
- 랜스 하워드
- 필립 베이커 홀
- 앤 하니
- 제임스 레마
- 리타 윌슨

## 기타
- 원작자: 로버트 블로흐
- 제작팀장: 제임스 윗테이커
- 미술: 톰 포든
- 의상: 베아트릭스 아루나 파스처
- 배역: 하워드 퓨어